# Награди „Оскар“ (53-та церемония)
Петдесет и третата церемония по връчване на филмовите награди „Оскар“ се провежда на 31 март 1981 година. На нея се връчват призове за най-добри постижения във филмовото изкуство за предходната 1980 година. Събитието се провежда в „Дороти Чандлър Павилион“, Лос Анджелис, Калифорния. Водещ на представлението отново е шоуменът Джони Карсън. Първоначално провеждането на церемонията е предвидено за предния ден, но е отложено поради опита за покушение над президента Рейгън.
Големият победител на вечерта е семейната драма „Обикновени хора” в режисьорския дебют на звездата Робърт Редфорд, номинирана в 6 категории за наградата, печелейки 4 статуетки в основните категории.
Сред останалите основни заглавия са биографичната спортна драма „Разяреният бик“ на Мартин Скорсезе, викторианската драма „Човекът слон“ на Дейвид Линч, биографичният „Дъщерята на миньора“ на Майкъл Ейптид, романсът „Тес“ на Роман Полански и ученическият мюзикъл „Слава“ на Алън Паркър.
Любопитен факт е, че и четирите актьорски награди са присъдени на изпълнители под 40-годишна възраст, като Тимъти Хътън (20) става най-младия носител на наградата за поддържаща роля.

## Филми с множество номинации и награди
| Долуизброените филми получават повече от 2 номинации в различните категории за настоящата церемония: - 8 номинации: Човекът слон, Разяреният бик - 7 номинации: Дъщерята на миньора - 6 номинации: Слава, Обикновени хора, Тес - 3 номинации: Империята отвръща на удара, Мелвин и Хауърд, Редник Бенджамин, Каскадьорът | Долуизброените филми получават повече от 1 награда „Оскар“ на настоящата церемония: - 4 статуетки: Обикновени хора - 3 статуетки: Тес - 2 статуетки: Слава, Мелвин и Хауърд, Разяреният бик |

## Номинации и награди
Долната таблица показва номинациите за наградите в основните категории. Победителите са изписани на първо място с удебелен шрифт.
| Най-добър филм | Най-добър режисьор |
| --- | --- |
| - Обикновени хора - Дъщерята на миньора - Човекът слон - Разяреният бик - Тес | - Робърт Редфорд – Обикновени хора - Дейвид Линч – Човекът слон - Мартин Скорсезе – Разяреният бик - Ричард Ръш – Каскадьорът - Роман Полански – Тес                                                                                  |
| Най-добра мъжка роля | Най-добра женска роля |
| - Робърт Де Ниро – Разяреният бик - Робърт Дювал – Великият Сантини - Джон Хърт – Човекът слон - Джак Лемън – Почит - Питър О'Тул – Каскадьорът                                  | - Сиси Спейсик – Дъщерята на миньора - Елън Бърстин – Възкресение - Голди Хоун – Редник Бенджамин - Мери Тайлър Мур – Обикновени хора - Джина Роулъндс – Глория                                                                       |
| Най-добра поддържаща мъжка роля | Най-добра поддържаща женска роля |
| - Тимъти Хътън – Обикновени хора - Джуд Хирш – Обикновени хора - Майкъл О'Кийфи – Великият Сантини - Джо Пеши – Разяреният бик - Джейсън Робардс - Мелвин и Хауърд               | - Мери Стийнбъргън – Мелвин и Хауърд - Илейн Бренан – Редник Бенджамин - Ева Ле Галиен – Възкресение - Кати Мориати – Разяреният бик - Даяна Скаруид – Скрити ходове                                                                  |
| Най-добър оригинален сценарий | Най-добър адаптиран сценарий |
| - Мелвин и Хауърд – Бо Голдман - Брубейкър – У.Д. Рихтер - Слава – Кристофър Гор - Моят американски чичо – Жан Грюо - Редник Бенджамин – Нанси Майърс, Чарлс Шайър и Харви Милър | - Обикновени хора – Алвин Сарджънт - Разбивачът Морант – Джонатан Харди, Дейвид Стивънс и Брус Бересфорд - Дъщерята на миньора – Том Рикман - Човекът слон – Кристофър ДеВор, Ерик Берген и Дейвид Линч - Каскадьорът – Лорънс Маркус |
| Най-добра кинематография (операторско майсторство) | Най-добър чуждоезичен филм |
| - Тес – Джефри Ъсорт и Жислен Клоке - Синята лагуна – Нестор Алмендрос - Дъщерята на миньора – Ралф Боде - Формулата – Джеймс Краб - Разяреният бик – Майкъл Чапмън              | - Москва не вярва на сълзи (СССР) - Доверие (Унгария) - Кагемуша (Япония) - Последното метро (Франция) - Гнездото (Испания) |